# Пожежин
Пожежин (бел. Пажэжын) — деревня в Малоритском районе Брестской области Беларуси. Входит в состав Великоритского сельсовета. Деревня также известна как Луцуки.

## История
Люди жили в окрестностях деревни по крайней мере с бронзового века о чем свидетельствуют находки каменных топоров.
Деревня наверняка существовала уже в начале XVI века, но источниками впервые вспоминается в 1546 году, когда пограничная комиссия рассматривала вопросы спорных территорий между Великим Княжеством Литовским и Королевством Польским. Некоторые земли принадлежащие княжеству были Сигизмундом II Августом переданы короне, среди них называются деревни Орехово, Ляховцы, Мокраны, Олтуш, Радеж, Хотислав, а также урочище «Перевесся», косвенно угадывается и Пожежин. В конце концов спорные территории были возвращены княжеству. Приблизительно тем же временем упоминается и «поп пожежинский», таким образом можно предположить, что в середине XVI века в Пожежине существовала церковь. Правда, есть и мнения, что имелось в виду Погорелое место и священник, переживший пожар.
В 1565-1566 годах в Княжестве проходила административно-судебная реформа, по которой части Брестского, Каменецкого и Кобринского районов вошли в состав Брестского повета Брестского воеводства, при этом в актах перечислены местные деревни. В акте ревизии «Брестского староства Ляховецкого войтовства Полесской волости» просто назван Пожежин.
В 1581 и 1584 годах Пожежин вспоминается в судебном деле «о выделении Лукашем Солтаном Станиславу Брастовскому шестой части подданных, зданий и угодий в имении Пожежин Брестского воеводства». В 1637 году в Пожежине построена (или отстроена) униатская церковь во имя Архангела Михаила.
По преданию, в 1769 году приказом полковника Суворова, вместо будто отравленных барскими конфедератами, в деревне сделано 3 колодца, один из которых сохранился и сейчас. В 1792 году привилегию на приход Пожежинской церкви Михаила Архангела получил священник Андрей Павлович. В 1845 году в Пожежине открылось сельское приходское училище.
В 1877-1878 годах построена железная дорога Брест-Ковель, непосредственно на пожеженцев повлияло открытие на ней в 1886 году железнодорожной станции Александрия (ныне станция/пункт остановки «Пожежин»). В 1915 году в Пожежине началось строительство новой церкви, 25 марта 1920 года ее освятил протоиерей Стефан Жуковский, к осени 1925 года старая и новая церковь стояли рядом.
В 1921 году в Пожежине открыта польская школа. В 1937-1939 годах в «Доме Людовом» работала библиотека.

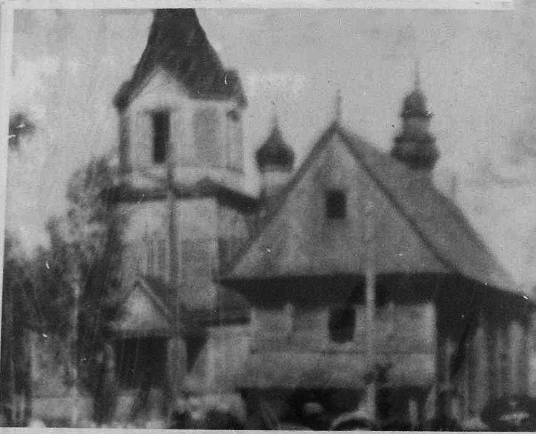
Старая и новая церковь (1921-41)

Пожежин пострадал во время 2-й мировой войны, в том числе сгорела церковь.
В 1950 году в деревне была открыта семилетняя школа, в 1960 году она стала восьмилетней, а в 1967 — средней. Первый выпуск Пожежинской школы состоялся в 1969 году, в 1971 году для нее построено новое помещение на 320 мест. С 9 мая 1981 года в Пожежинской СШ действует историко-краеведческий музей.
В 1995 году на средства прихожан отстроена из кирпича Пожежинская церковь.

## Название
Насчет происхождения названия Пожежин (местное «Пужежин») существует две версии. Согласно первой, в XVI веке местность была болотом и ходить по нему по-местному означало ходить по «жиже», «жижному», «жежному», отсюда — Пожежину. Вторая версия основана на местных историях о событиях связанных с пожаром, что деревне была основана переселенцами из Волыни и ее поджигали недовольные местные жители, в другом варианте крестьяне поджигали барский двор-пепелище, тогда назвали пожежей и от этого произошло название Пожежина.
Название «Пожежин» редкое в Беларуси, но в начале XX века существовало 4 поселения с таким же названием — село (1029 жителей), деревня (230 жителей), полустанок Юго-Западной железной дороги (8 жителей), фольварк (6 жителей) и все они находились в Великорической волости. Теперь помимо Пожежина известна деревня Пожежино в Негорельском п / с Дзержинского района.

## Культура
- Дом культуры
- Историко-краеведческий музей ГУО "Пожежинская базовая школа"[3]

## Достопримечательности
- Царь-дуб — самое древнее дерево дуба обыкновенного в Беларуси. Возраст свыше 800 лет, высота 46 м, диаметр ствола 2,14 м. Находится в Пожежинском лесничестве (в 2 км от железнодорожной станции «Пожежин», в 5 км к востоку от деревни Новое Роматово). Ботанический памятник природы республиканского значения.
- Пожежинские ельники — памятник природы республиканского значения (с 1963 года). Находится в Пожежинском лесничестве. 20 участков зелено-мошночернических и кислых ельников, в составе которых преобладает быстрорастущая Карпатская елка. Общая площадь 118,5 га. Возраст ялинь 70-120 лет, высота-до 36 м, диаметр-0,36-0,48 м.

### Утраченное наследие
- Церковь Святого Михаила Архангела (1637)
- Новая церковь (1915)

## Галерея

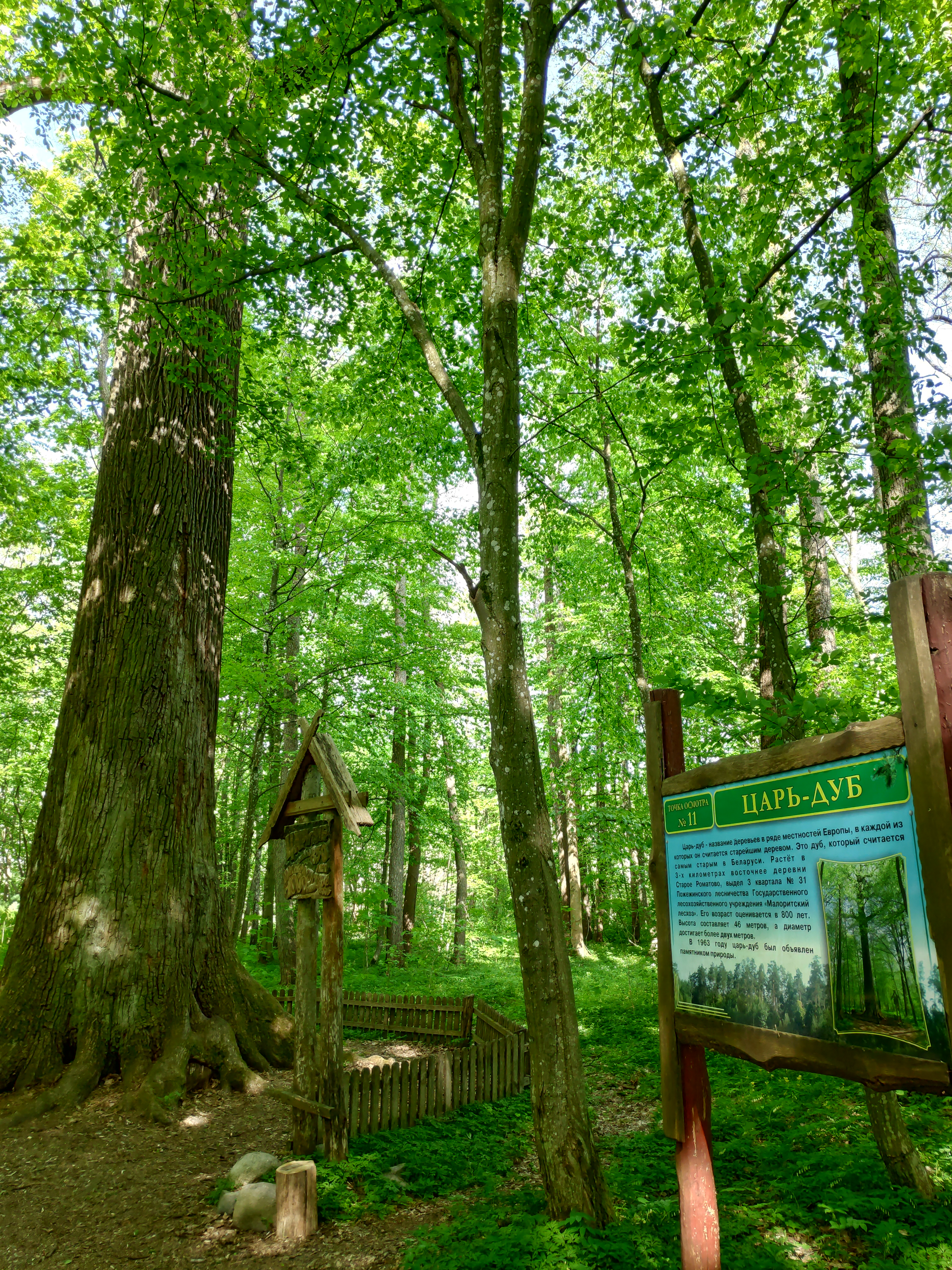
Царь-дуб
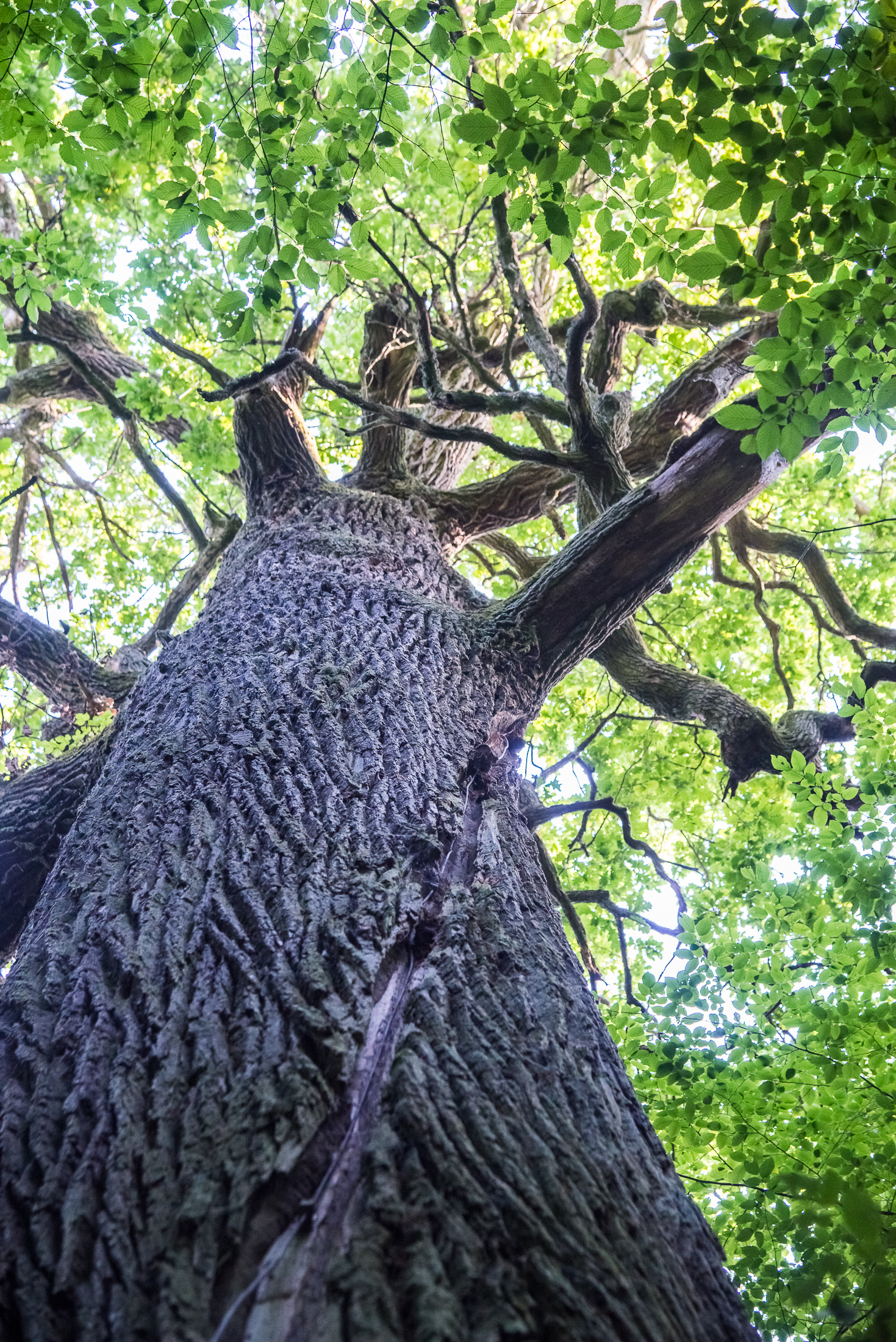
Крона дуба